# Lisinski (1944.)
Lisinski je prvi hrvatski dugometražni igrani film, snimljen 1944. godine. Lisinski je prvi zvučni film u Hrvatskoj, a govori o životu Vatroslava Lisinskog, prvog, i zapravo, jedinog značajnog skladatelja iz vremena ilirskog preporoda. Djelo je naglašeno edukativnog tona, s pripovjedačem koji razglaba o sudbini hrvatskih talenata. Odlikuje se izrazito artificijelnom glumom te sentimentalnim tonom teže prihvatljivim suvremenom gledatelju. Na razini pojedinih snimaka, međutim, fotografijom, scenografijom i organizacijom masovnih prizora, Lisinski se približava ostvarenjima razvijenijih kinematografija, a ponajviše odražava duh i poetiku ilirskoga stvaralaštva.
Snimanje filma omogućio je začetnik profesionalne kinematografije u Hrvatskoj Marijan Mikac.

## Radnja
U Zagrebu 1944. u zgradi HNK daje se koncert skladbi Vatroslava Lisinskog pod ravnanjem Borisa Papandopula. Dirigent se na početku obraća publici u kazalištu, govoreći kako je život tog velikog hrvatskog talenta bio turoban i bijedan. Zatim nas slika vodi u Zagreb 1841. Lisinski radi kao pisar, činovnik pri vladi. U slobodno vrijeme se uzdržava i podučavajući djecu glasoviru. Iako je izuzetno glazbeno nadaren, nema hrabrosti okušati se nešto skladati. 
Njegov prijatelj Štriga nagovara ga na pisanje budnice Prosto zrakom ptica leti u čast dolaska Ljudevita Gaja u Zagreb. Tu budnicu u svom salonu na glazbenom sijelu otpjeva grofica Sidonija Erdődy Rubido, što predstavlja Lisinskijev prvi proboj do publike. No, predsjednik i članovi Hrvatskog glazbenog zavoda smatraju ga diletantom i vrlo su kritični prema njegovim pokušajima. Lisinski se pokušava probiti unatoč neprijateljskom okružju i krhkome zdravlju, a uz potporu domoljubnih prijatelja i sponzora. Nakon uspjeha budnice, uskoro ga Štriga nagovara na pisanje i prve hrvatske opere Ljubav i zloba. Čitav Zagreb se veseli i sudjeluje u stvaranju i pripremama. No, premijeru odgađa krvoproliće na Markovom trgu 1845. U međuvremenu, Lisinski je zaljubljen u Hedvigu Ban, no ne osjeća se spremnim zaprositi je, jer "još nije napravio ništa značajno". Vrijeme provodi u zajedničkim šetnjama prirodom, a njen otac mu iznajmi i sobicu za rad.
Uskoro Lisinski odlazi u Mariju Bistricu na poziv tamošnjeg župnika, opata. Tamo se zanima za orgulje i narodno stvaralaštvo. Uskoro piše i operu Porin. Nakon pisanja i skladanja iscrpljen je te se razboli. U općem zanosu, Štriga skupi financijske priloge, a ban Jelačić ga preporuči za školovanje na glazbenoj akademiji u Pragu, no tamo ga odbiju zbog starosti. Razočaran, vraća se u Zagreb, gdje ga HGZ namješta kao besplatnog predavača na glazbenoj školi. Uskoro se njegove opere i skladbe prestaju izvoditi nauštrb stranih po volji vlasti. Lisinski se zaklinje da nikad više neće skladati. Sam i napušten, umire u 35. godini.

## Produkcija
Film se razvio iz ideje o srednjometražnom kulturno-povijesnom filmu o Lisinskom, a kako ustaške vlasti nisu odobravale ideologiju ilirskoga pokreta, autori su izbjegavali izravna upućivanja na taj kontekst, kao i na njegovo pravo, slovensko-židovsko ime: Ignac Fuchs. Pisac scenarija Milan Katić, čovjek koji je predstavljao vezu s Narodnooslobodilačkim pokretom u Hrvatskom slikopisu, u više je izjava i članaka za tadašnje novine neizravno 'opravdavao' izbor teme, ističući da će kroz nju doći do izražaja "snaga i vrijednost hrvatske kulture".
Film je sniman na autentičnim lokacijama u Hrvatskom zagorju i u Zagrebu, a u sceni prosvjeda na Markovom trgu sudjelovalo je više od 200 statista. Lisinski je ujedno prvi i posljednji igrani film Oktavijana Miletića u ulozi redatelja.

## Kritika

### NDH
Lisinski je premijerno prikazan na Uskrs 1944., koji se poklopio i s trećom obljetnicom uspostave NDH. Film je kao prvi zvučni domaći dugometražni film dočekan s oduševljenjem, a gledatelji su opsjedali glumce tražeći ih autograme. Budući da tema filma nije bila baš po volji ustaškog vodstva, pojedini dužnosnici, pa i sam Pavelić, nisu se pojavili na premijeri filma.

### SFRJ
Film je prilikom arhiviranja filmske građe iz NDH nakon rata istog trena proglašen kao drugorazredno djelo. Ocijenjeno je da mu nedostaje propagandna svrha jer govori o hrvatskom skladatelju, o hrvatskoj patnji, pa ga nije imalo smisla prikazivati, pogotovo u tim ranim godinama komunizma staljinističkog tipa. Film je zatim bunkeriran te je ostao skriven sve do slučajnog otkrića 1981.

### Republika Hrvatska
Zbog povijesne pozadine filma malo se vremena posvetilo pitanjima koliko je "Lisinski" dobar biografski film i u kolikoj je mjeri njegov tretman glazbe, koju je Boris Papandopulo skladao "prema motivima Vatroslava Lisinskog", dobar ili izvrstan u odnosu na temu. U knjizi "101 godina filma" filmski kritičar Ivo Škrabalo je najprije istaknuo dobre strane filma: povijesnu autentičnost ambijenata, raskošne plesove u grofovskim odajama, maestroznu izvedbu Ljubavi i zlobe te veliki prizor prosvjeda na Markovu trgu. Ističe i Miletićeve asocijacije na slikarstvo, barokne interijere, detalje orgulja i unutrašnjost crkve u Mariji Bistrici. Međutim, i Škrabalo je jasan pri ocjeni najvažnije filmske komponente, scenarija: "Dramaturški okvir filma je koncert Zagrebačke filharmonije posvećen djelima Lisinskog".
Sama činjenica da film postoji i da ima zvučan naslov čini ga važnim. Međutim, danas Miletićev film ostavlja gledatelja hladnim. Premda je njegov autor težio profesionalizmu, "Lisinski" u nekim aspektima izgleda kao amaterski film. Katićev scenarij donio je niz prilično naivnih dijaloga koji tadašnji glumci, a naročito nositelj glavne uloge Branko Špoljar, nisu znali niti mogli nadići. Veljko Maričić u ulozi Alberta Štrige, lika koji je i u stvarnosti doista bio „duhovni pokretač“ Vatroslava Lisinskog, djelovao je mnogo uvjerljivije. Neprofesionalna glumica Lidija Dominković također nije mnogo mogla dodati ulozi Hedvige Ban, čija se pasivna tugaljivost današnjem gledatelju ne čini samo umjetnom, nego groteskno smiješnom. Pokušalo se nešto digniteta dati ulozi Sidonije Erdödy-Rubido, koju je glumila i pjevala prvakinja hrvatske opere Srebrenka Jurinac, ali je njezina uloga bila nedovoljno velika i nedovoljno učestala na filmskom platnu.

## Restauracija i DVD izdanje
Originalni negativ filma smatrao se izgubljenim jer je prema dostupnim podacima taj film bio među građom koju je jugoslavenska policija (savezni SUP) izuzela 1958. godine od republičkoga SUP-a Hrvatske, radi pregleda filmskog materijala u sklopu kriminalnog progona ratnih zločinaca.
No, 1981. nitratni negativ je slučajno otkriven u spremištima Jadran filma te je potajice restauriran. Iz te je kopije izrađen dubl-negativ te tonska kopija. Nova i restaurirana kopija prikazana je 18. listopada 1990. u tadašnjem kinu "Balkan" i to povodom vraćanja spomenika banu Jelačiću na središnji zagrebački trg. Godine 2008. Hrvatska kinoteka fotokemijski je restaurirala film u laboratoriju Jadran filma, među ostalim kopirajući neke dijelove originalnog negativa u kombinirani dubl-pozitiv izrađen nakon pronalaska filma, te izradivši novi dubl-negativ i, nakon ponovnog očitavanja svjetla, novu tonsku kopiju, koja je ipak sačuvala ukopirana oštećenja "originala" iz 1981. Ta su urezana oštećenja većinom uklonjena postupkom digitalne dodatne restauracije (skeniranjem, programiranim i "ručnim" čišćenjem, stabilizacijom slike, izjednačavanjem kontrasta, izoštravanjem, itd.) koju su proveli studiji Vizije (slika) i Oktava digital (zvuk) tijekom 2009. godine. Film je u prosincu tiskan na DVD-u u izdanju Hrvatske kinoteke - Hrvatskog državnog arhiva, uz popratnu knjižicu i pretisak scenarija iz 1944. godine.

## Uloge
- Branko Špoljar kao Vatroslav Lisinski
- Lidija Dominković kao Hedviga Ban
- Srebrenka Jurinac kao grofica Sidonija Erdödy Rubido
- Veljko Maričić kao Albert Štriga
- Tomislav Tanhofer kao komentator
- Tošo Lesić kao Opat Krizmanić
- Hinko Nučić kao predsjednik Hrvatskog glazbenog zavoda
- Amand Alliger kao ?
- Pero Budak kao ?
- August Cilić kao ?
- Gizela Huml kao ?
- Viktor Leljak kao ?
- Jozo Martinčević kao ?
- Martin Matošević kao ?
- Tomislav Neralić kao ?
- Janko Rakuša kao ?
- Mira Župan kao ?